# (34908) 3528 P-L
3528 P-L (asteroide 34908) é um asteroide da cintura principal. Possui uma excentricidade de 0.04323440 e uma inclinação de 14.30217º.
Este asteroide foi descoberto no dia 17 de outubro de 1960 por Cornelis Johannes van Houten e Ingrid van Houten-Groeneveld e Tom Gehrels em Palomar.